# Rubus canadensis
Espèce
Rubus canadensis, la Ronce du Canada, est une espèce de plantes à fleurs de la famille des rosacées et du genre Rubus. Elle est native des forêts d'Amérique du Nord. 
Les Lenapes utilisaient le fruit et d'autres parties de la plante contre la dysenterie.

## Description
Rubus canadensis peut atteindre 2,5 mètres de haut. Ses turions, de couleur brun jaunâtre, sont glabres et dépourvu d'épines. Ils comportent des feuilles digitées à cinq folioles pouvant être légèrement imbriquées. Le foliole terminal est vert jaunâtre, fin, plissé, et possède un limbe régulièrement denté. Les fleurs, d'un diamètre de vingt millimètres, sont blanches. L'inflorescence est un racème composé de 6 à 8 fleurs. Les sépales sont pointues et de couleur vert marginée de blanc. La floraison a lieu en juin. Les fruits sont longuement cylindriques.